# كالكندي
كالكندي هو فيلم دراما هندي صدر في سنة 2018. من بطولة سيف علي خان.

## روابط خارجية
- كالكندي على موقع IMDb (الإنجليزية)
- كالكندي على موقع قاعدة بيانات الفيلم (الإنجليزية)
- كالكندي على موقع ليتربوكسد (الإنجليزية)
- كالكندي على موقع كينوبويسك (الروسية)